# مهدی (خلیفه)
ابوعبدالله محمد المهدی بالله (نام کامل وی: أبو عبدالله محمد بن‌عبدالله المنصور بن محمد بن علی المهدی) سومین خلیفه از خلفای عباسی بود که بعد از پدرش منصور بین سالهای ۱۵۸ تا ۱۶۹ خلافت و فرمانروایی مسلمانان را بر عهده داشت.
وی که در بین سال‌های ۷۷۵ تا ۷۸۵ میلادی، در بغداد فرمان راند؛ او پس از پدرش ابوجعفر منصور به خلافت رسید. لقب وی «مهدی» به معنی ره‌یافته و ره‌نمایی‌شده است. دوران خلافت وی، همراه با صلح و آرامش بود. در این دوره قدرت عباسیان در بغداد، تحکیم شد. در این دوره، تنها اندلس در فرمان عباسیان نبود؛ و دیگر سرزمین‌های اسلامی تحت تسلط خلافت عباسی بود. مدت خلافت او ده سال و یک ماه بود.

## رویدادهای مهم دوران خلافت
- وی نخستین خلیفه عرب بود که توانست سپاه طبرستان را شکست دهد و مناطق بسیاری از غرب طبرستان را تصرف کند و سلسله دابویگان را با سرنگونی اسپهبد خورشید براندازد. اسپهبد خورشید وقتی شایعه اسیر شدن همسر و دخترش را شنید دست به خودکشی زد.
- در سال ۱۶۰ هجری شخصی به نام یوسف البرم که یکی از اعراب مهاجر قبیله ثقیف بود در قسمت شرقی خراسان دعوی امامت نمود و تمام نواحی شرقی خراسان را به تصرف خود درآورد ولی فوراً به دست یزید عامل خلیفه مسلمانان دستگیر و به بغداد فرستاده شد و به قتل رسید.
- در سال ۱۶۲ هجری مهدی همراه با هارون الرشید فرزندش پس از تاخت و تاز به شهرهای روم شرقی (بیزانس) به بغداد بازگشت.
- در همین سال المقنع در ماوراءالنهر دعوی خدایی نمود اما به دست عمال و سپاهیان خلیفه مغلوب و مقتول شد.